# Migas tuhoe
Migas tuhoe är en spindelart som beskrevs av Wilton 1968. Migas tuhoe ingår i släktet Migas och familjen Migidae. Inga underarter finns listade i Catalogue of Life.